# Lophornis helenae
La coqueta crestinegra (en Nicaragua, Costa Rica y México) (Lophornis helenae), también denominada coqueta cresta negra (en México) o colibrí cresta negra (en Honduras), es una especie de ave apodiforme de la familia Trochilidae (los colibríes), perteneciente al género Lophornis. Es nativa del sur de México y América Central. 

## Distribución y hábitat
Se distribuye por la pendiente caribeña desde el sur de México ( desde el sur de Veracruz) hacia el sureste por Belice, Guatemala, Honduras, Nicaragua hasta el norte de Costa Rica (al sur hasta la cuenca del río Reventazón; y por la pendiente del Pacífico en el sur de México (Chiapas) y Guatemala. En Costa Rica también es un visitante ocasional de la pendiente del Pacífico en el alto valle Central.
Esta especie es considerada de bastante común a muy poco común en sus hábitats naturales: los bordes y los claros de selvas húmedas montanas y de tierras bajas y las cercas vivas arbustivas; en altitudes entre 100 y 1200 m en Costa Rica, hasta los 1500 m en México.

## Sistemática

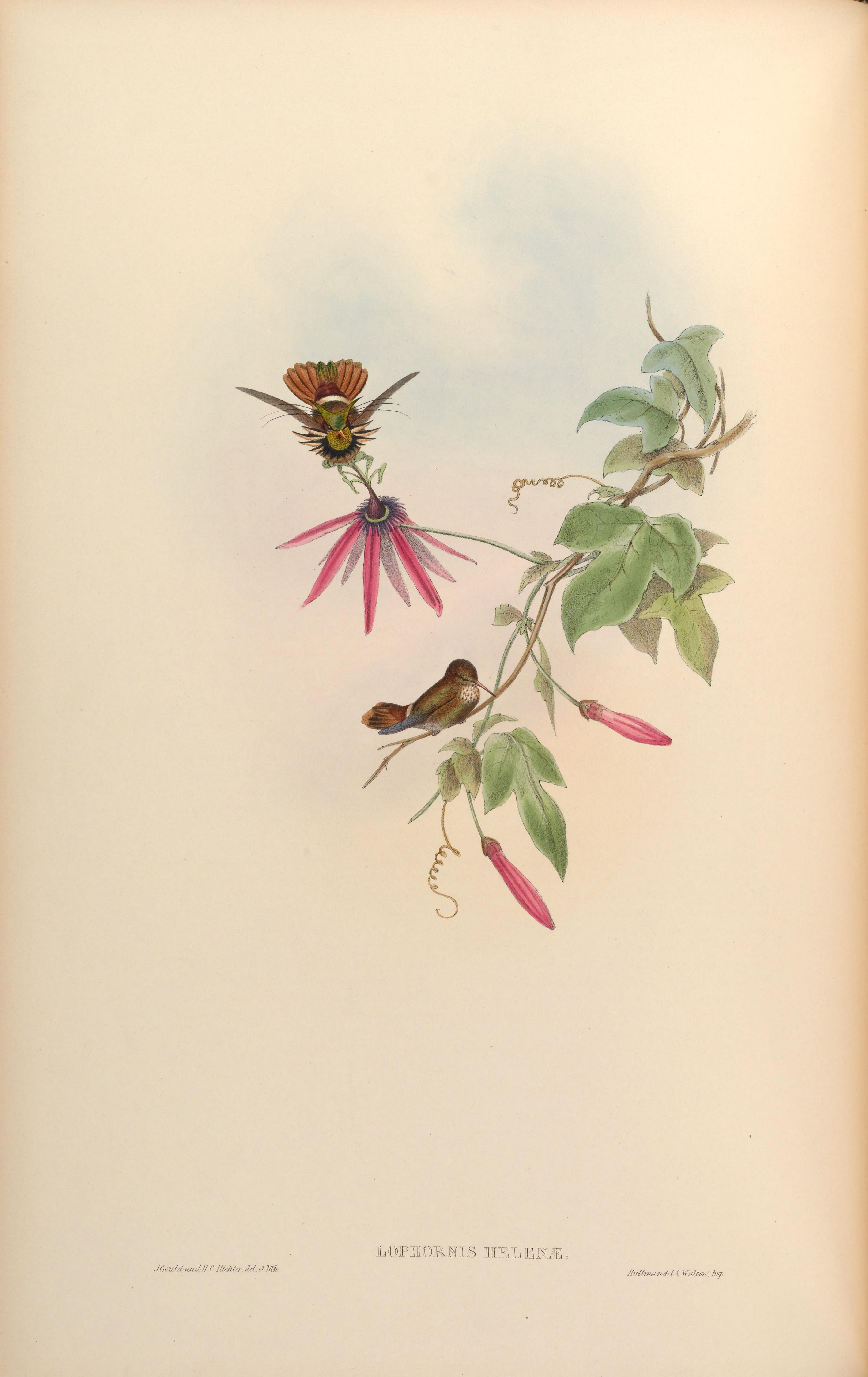
Lophornis helenae ilustración de Gould y Richter en A monograph of the Trochilidae, or family of humming-birds 3, 1861.

### Descripción original
La especie L. helenae fue descrita por primera vez por el ornitólogo francés Adolphe Delattre en 1843 bajo el nombre científico Ornismya helenae; su localidad tipo es: «Vera Paz, Guatemala».

### Etimología
El nombre genérico masculino «Lophornis» se compone de las palabras del griego «lophos» que significa ‘cresta, tufo’, y «ornis» que significa ‘pájaro’; y el nombre de la especie «helenae», conmemora a Helena Princesa d’Orléans (1814–1858) esposa del Duque d’Orléans, patrón de las ciencias naturales.

### Taxonomía
Es monotípica.